# Fazekas István (költő)
Fazekas István (Csenger, 1967. május 5. –) költő, műfordító, jogász, református teológus.

## Életpályája
1985-ben érettségizett a kisvárdai Bessenyei György Gimnáziumban, 1991-ben szerzett jogi diplomát a Miskolci Egyetemen. 1994-ben egyik alapítója volt a Ratkó József Irodalmi Társaságnak, melynek első elnöke Sánta Ferenc író volt. 2001-ben testvéreivel létrehozta a Százhalom Kiadót a nép-nemzeti szépirodalom támogatása érdekében. Ugyanekkor a Felsőmagyarország Művészeti Alapítvány kuratóriumának elnökévé választották.
Csoóri Sándor felkérésére 2005. december 19-én létrehozta A Hitelért Irodalmi és Művészeti Alapítványt. 2006-ban az önkormányzati választásokon indulva képviselő lett, és megválasztották Százhalombatta alpolgármesterévé.  2008 őszén – többek között Boross Péter, Pozsgay Imre, Jókai Anna és Kósa Ferenc társaságában – egyik szervezője és házigazdája volt a Gyurcsány-kormány szakmai kritikáit  megfogalmazó, Százhalombattán megrendezett tudományos konferenciának. Költészetét és fordítói munkásságát 2010-ben Váci Mihály-díjjal jutalmazták. 2011-ben a Kelet Felől (folyóirat) főszerkesztője volt.
Jelenleg a Stádium (Hírlap) főszerkesztője. A megvádolt címmel ő írt elsőként magyar történelmi drámát a hetvenes évek puha diktatúrájáról. 2016-ban vette át mesterfokozatú teológiai diplomáját a Selye János Egyetem Református Teológiai Karán. 2019. szeptemberétől ugyanitt egyetemi adjunktus: a héber, a görög és a latin nyelv tanára. 

## Munkássága
Gimnazistaként kezdett publikálni a Reformátusok Lapjában és a Mozgó Világban, munkáit azóta több folyóirat és antológia megjelentette. 1985-ben részt vett a sárvári Diákírók, Diákköltők Országos Találkozóján, ahol különdíjat kapott. Egyetemistaként rendszeresen jelentek meg versei a Napjainkban, majd írásait a Magyar Élet, a Hitel, a Szabolcs-Szatmári Szemle, az Új Holnap, a Polisz, a Somogy, az Új Horizont, a Partium, az Agria, a Napút, a Búvópatak, a Havi Magyar Fórum és több induló folyóirat közölte. Egy sokoldalúan művelt és rendkívül érzékeny lírikus, akinek indulásáról Serfőző Simon így fogalmazott: "Olyan költő, akinek tehetségét nem lehet kétségbe vonni. Fazekas István a „megfáradt szívek földjéről" Váci Mihály, Ratkó József nyomdokait követve jön a keleti végek felől. Azok szavával a verseiben, akiké a nehéz élet, a nehéz sors, a mindennapi küzdelem. Oly tiszta, egyszerű ez a líra, mint a népdal, a virágének. Olyan áttetsző, mint a források vize. Nincs semmi mesterkéltség, csináltság benne. A fiatalság hite, szenvedélye fűti mindenik sorát, s röpíti csillagok magasába ezeket az énekeket.” Érzelmi és gondolati vívódásait a tartalom meglepő sokrétegűségével tárja az olvasó elé. Elsőrendűen a lét végső kérdései izgatják és határozzák meg alapmotívumait.
Drámaírói pályáján Hubay Miklós indította el. Prózai munkásságát Jókai Anna így összegezte: "Tűnődései az ész és a szív szövetségében fogannak. Fazekas Istvánnak határozott véleménye van rontott jelen időnkről, feladatainkról. Szépítés nélkül fogalmaz, de soha nem sugall reménytelenséget. Az európaiságról vallott felfogása egyértelmű: "Segíts a bajban lévőn, akár a legnagyobb áldozatvállalás árán is. Ez az áldozatvállalás kell, hogy megkülönböztesse az európai embert mindenki mástól, hiszen mi tudván tudjuk a legfontosabbat: a szeretet az élet." Vajha megszívlelné az uralkodó politika a magasabb szférából származó intelmet! Fazekas István bátran beszél a három Trianonról is: az 1920-as csonkításhoz hozzáadja 1956 tragédiáját és a 2004-es gyalázatos népszavazási eredményt, a "lelki Trianont". Amiről ír, a gyakorlati életben is képviseli. Nemcsak szeretett városáért, Százhalombattáért dolgozik, de az egész magyarság sorsa foglalkoztatja."
Pozsgay Imre 2012 nyarán megbízta a Stádium (Hírlap) felelős szerkesztésével, azóta a szellemi összefogást hirdető társadalmi és kulturális folyóirat egyik munkatársa.
Dr. Lévai Attila a Révkomáromi Selye János Egyetem Református Teológiai Karának dékánja 2016 őszén megbízta a Papirusz nevű egyetemi lap főszerkesztésével.
2018. szeptember 20-án, Rómában, az Európai Kultúra Napját a Pilátus éjszakája című történelmi drámájának bemutatásával ünnepelték.

## Családja
Három kislánya van, egy nevelt lánya és egy kisfia: Anna, Lili, Bella, Lotti Léna és Gáspár. Anna 1998. április 21-én született, Kisvárdán, Lili 2002. április 28-án, Budapesten, Bella 2016. szeptember 5-én, Budapesten, Lotti Léna 2009. február 27-én, Szombathelyen, Gáspár pedig 2017. szeptember 26-án, Budapesten.

## Főbb művei
- Harangok és kereplők (versek), Felsőmagyarország Kiadó, 1993
- Este az égen (versek), Felsőmagyarország Kiadó, 1998
- Diáknaplóm (prózai írás), Felsőmagyarország Kiadó, 2001
- Vigasztaló (versek), Felsőmagyarország Kiadó, 2006.
- Aranyeső (versek), Százhalom Kiadó, 2007
- Megnyerhető veszteségeink (prózai írás), Hungarovox Kiadó, 2007
- Szemednek ideje (versek), Felsőmagyarország Kiadó, 2007
- Kutyafán a fakutya(versek), Hungarovox Kiadó, 2008
- Férfitánc (versek), Hungarovox Kiadó, 2008
- A sarló kalapácsa (hősköltemény), Hungarovox, 2009
- Szavak tüntetése (versek), Napkút Kiadó, 2010
- Kis Károly (történelmi dráma három felvonásban), Hungarovox Kiadó, 2010
- Elvira (tragédia egy felvonásban), Felsőmagyarország Kiadó, 2011
- Carpe viam! (latin versfordítások), Napkút Kiadó, 2011
- Bennem csillagok égnek (versek és versfordítások), Napkút Kiadó, 2012
- Rögzített pillanatok (prózai írások), Napkút Kiadó, 2013
- A megvádolt (történelmi dráma három felvonásban), Napkút Kiadó, 2015
- Ars poetica dolorum (versek és versfordítások), Napkút Kiadó, 2015
- Amicus caesaris /Jézus perének zsidó és római jogi jellemzői/ (tanulmány), Napkút Kiadó, 2016
- Nincs alku! (válogatott versek), Napkút Kiadó, 2016
- Kegyelmet nem kérek! (történelmi dráma két felvonásban), Napkút Kiadó, 2016
- Véred a vers (válogatott versek), Felsőmagyarország Kiadó, 2017
- Pilátus éjszakája (történelmi dráma egy felvonásban), Üveghegy Kiadó, 2017
- A kovácsműhely. Hangjáték; Üveghegy Kiadó, Százhalombatta, 2018
- A pillanat érkezése (monodráma) Üveghegy Kiadó, Százhalombatta, 2018
- Nagy idők városa (eseményjáték), Üveghegy Kiadó, Százhalombatta, 2022
- Gyógyítók (oratórium-dráma a tudósok küzdelméről), Napkút Kiadó, Budapest, 2023

## Interneten is elérhető hangoskönyvei, hangjátékai
- Vérünknek szép heve
- Bús feledésnek hűs vize (versfordítások)
- A kovácsműhely
- Az én "Béres-cseppem"
- És zuhogni kezdtek ránk a csillagok

## Díjak, elismerések
- Váci Mihály-díj (2010)
- Jókai-díszoklevél (2011)
- Spangár-díj (2011)
- Füredi Játékszín Nemzetközi Drámaversenyének II. díja (2011)
- Honvédelmi Miniszter Elismerő Oklevele (2011)
- Jókai-díj (2012)
- Inter Japán Aranyserleg (2018)
- Jakab István-díj (2019)[5]
- Credo-díj (2019)[6]
- Széchenyi-örökség Okmánya (2020)[7]
- A Magyar Kultúra Lovagja (2023)

## Szakirodalom
- Pósa Zoltán: Fazekas István: Harangok és kereplők. Magyar Élet, 1994/5.
- Antal Attila: Fazekas István: Harangok és kereplők. Szabolcs-Szatmár-Beregi Szemle, 1994/2.
- Tarján Tamás: Fazekas István: Diáknaplóm (1981–1985). Könyvhét, 2002. június
- Véghelyi Balázs: Az Isten is ének. Hitel, 2006. szeptember
- Jókai Anna: Gondolatok Fazekas István Megnyerhető veszteségeink című könyvéhez Polísz, 2008. május, Magyar Színházi Élet, 2016. április 6.
- Pósa Zoltán: A költészetről három szólamban Magyar Nemzet, 2008. 07. 12.
- Véghelyi Balázs: Fazekas István: Megnyerhető veszteségeinkKortárs, 2009. március
- Oláh András: Az elodázások népe Archiválva 2014. május 2-i dátummal a Wayback Machine-ben Napút, 2010/6.
- Bakonyi István: Fazekas István: Bennem csillagok égnek
- Jónás Ágnes: "Az igazsághoz mindig eleven út vezet"
- Lec Sal: Fazekas István: Rögzített pillanatok
- László T. András: A megvádolt
- Lukáts János: József, a megvádolt. Búvópatak, 2015. április,Magyar Irodalmi Lap 2015 nyár[halott link]
- Weninger Endréné Erzsébet: A megvádolt – Dr. Béres József a kecskeméti kamarában. Montázsmagazin, 2016.01.15.
- Bakonyi István: Fazekas István: Ars poetica dolorum. Magyar Szemle, 2016. 1-2. Archiválva 2016. március 11-i dátummal a Wayback Machine-ben
- Bognár Nándor: Mert a magyar tudta, nyernie kell. Magyar Idők, 2016. február 27.
- Csontos János: Angyal a bolsevik pokolban. Magyar Idők, 2016. február 27.
- Petrőczi Éva: "Magyarnak lenni óriási lehetőség" Magyar Színházi Élet, 2016. március 17.
- Erdei Zoltán: A meghurcolt Béres és a megvádolt földi lét Stádium (Hírlap), 2016. 4. szám, Magyar Színházi Élet, 2017. január 6.
- Oláh András: Jónásnak Ninivében a helye Napútonline, 2017. január
- Thurzó Gábor András: A kereszt botránya Könyvkultúra Magazin, 2017. március 1.
- Czene Gábor: Már Jézus pere is a korrupcióról szólt. Népszava, 2017. március 6. Archiválva 2017. március 6-i dátummal a Wayback Machine-ben
- Czifrik Katalin: Véred a vers. Százhalombattai Hírtükör, 2017. június 7.
- Bakonyi István: Gondolatok az ötvenéves Fazekas István költészetéről Napútonline, 2017. június
- Erdei Zoltán: Ősbemutató Harkányban. Százhalombattai Hírtükör, 2017. november 15.
- Tölgyesi Tibor: Jellemek egymásnak feszülése Bdpst24, 2017. november
- Tölgyesi Tibor: Fazekas István vére Programguru, 2018. március
- Tölgyesi Tibor: Egy éjszakai beszélgetés drámai következményei Programguru, 2018. április 17.
- Petrőczi Éva: "Ne avatkozzál amaz igaz ember dolgába” – Pilátus éjszakája az Újszínházban Magyar Kurir, 2018. május 6.
- Juhász Kristóf: Nemes példázat a hit erejéről Magyar Idők, 2018. augusztus 10.
- Karasszon István: Isteni színjáték, emberi dilemma Confessio, 2018/2
- Erdei Zoltán: A nemzet egységét hirdeti Fazekas darabja. Százhalombattai Hírtükör, 2018. november 19.
- Czifrik Katalin: És zuhogni kezdtek ránk a csillagok. Százhalombattai Hírtükör, 2019. január 7.
- Erdei Zoltán: Az igazi bátorság maga a hit. Felvidék.Ma, 2019. november 20.

## Róla és műveiről szóló – az interneten is elérhető – dokumentumfilmek
- Aranyeső – Beszélgetés Fazekas István költővel (részlet)
- Hubay Miklós, Fazekas István és Véghelyi Balázs a 2010-es Könyvhéten
- A Pilátus éjszakája próbáján
- A kettéhasított szív szenvedése és igaz küzdelme
- Fazekas István színdarabja Rómában